# 诸忧苦者之喜乐圣母主教座堂
37°46′49″N 122°29′10″W / 37.78041°N 122.48624°W

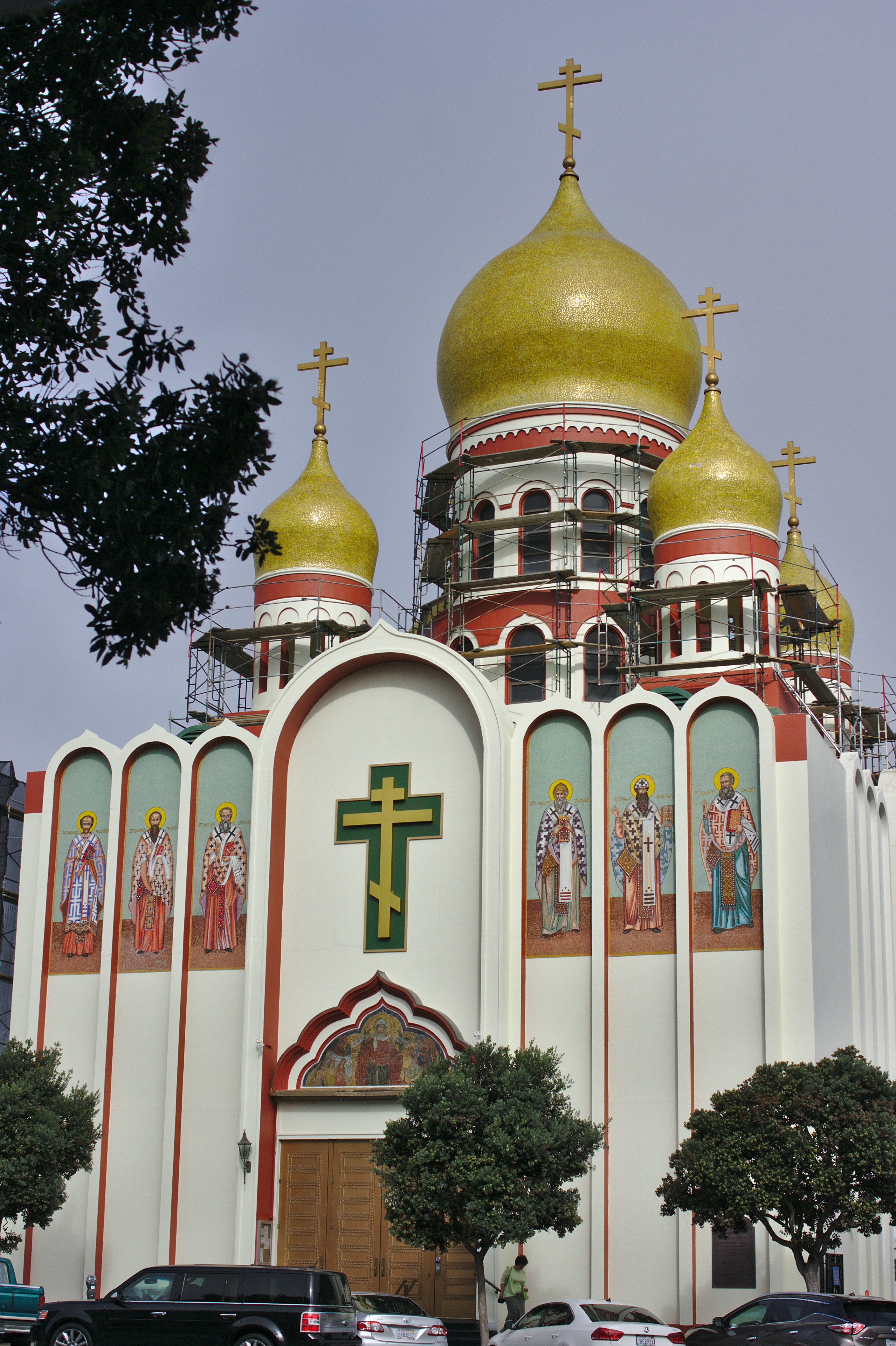
诸忧苦者之喜乐圣母主教座堂

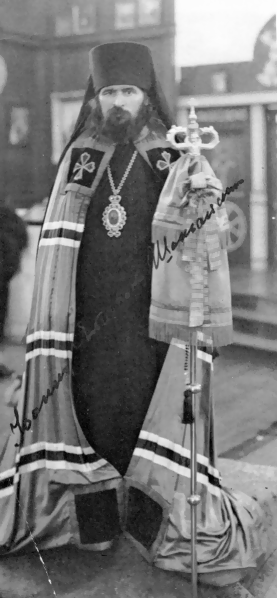
上海及旧金山的圣伊望

诸忧苦者之喜乐圣母主教座堂（英語：Holy Virgin Cathedral 或 Joy of All Who Sorrow）是旧金山的一个主教座堂，也是俄罗斯東正教国外圣主教公会6个主教座堂中最大的一个。。

## 历史
俄罗斯东正教国外圣主教公会的旧金山堂区成立于1927年。早期的圣母堂位于富尔顿街。目前的主教座堂在列治文区（Richmond District）盖瑞大道（Geary Boulevard）6210号，由上海及旧金山的圣伊望所建。这个街区以俄国餐厅和商店著称，而“最明显的俄国事物就是宏伟的圣母主教座堂”。
该建筑在1961年6月动工，于1965年落成。主教座堂祝圣于1977年1月。圣伊望在1966年去世，安葬在主教座堂内。

## 建筑
该主教座堂是由 Oleg N. Ivanitsky设计，设有5个覆盖24克拉金箔的洋葱形圆顶。内部“令人难以置信的美丽”，两旁排列着圣像、宗教画和马赛克，有一个巨大的吊灯照亮。但只对参加宗教仪式者开放。。室内不允许摄影。